# Cadence Records
Cadence Records was een Amerikaans platenlabel dat populaire muziek uitbracht. Het was gevestigd in New York en actief van 1952 tot 1964.

## Geschiedenis
Cadence Records werd opgericht door Archie Bleyer in 1952. Bleyer was daarvoor muzikaal directeur en bandleader bij de talentenshows van Arthur Godfrey. De eerste artiest die hij voor zijn platenlabel contracteerde was Julius La Rosa, een protegé van Godfrey. Zijn en het labels eerste single, "Anywhere I Wander", bereikte meteen de Amerikaanse Top-30. De derde single van La Rosa, "Eh, Cumpari" (1953) werd nummer 2 op de Billboard-chart.
Cadence had een beperkt aantal artiesten onder contract, die weliswaar voor een relatief groot aantal hits zorgden; vooral The Everly Brothers, The Chordettes, Andy Williams die hij in 1955 contracteerde, en Johnny Tillotson waren daarvoor verantwoordelijk. Het grootste commerciële succes van het label was echter de comedy-plaat The First Family uit 1962, een parodie op het familieleven van president John F. Kennedy, met Vaughn Meader als president. De LP schoot in twee weken naar de eerste plaats van de album-hitlijst en bleef daar drie maanden lang staan.
In het begin van de jaren 1960 begon de stroom hits van Cadence op te drogen. The Everly Brothers vernieuwden hun contract niet en gingen naar Warner Brothers in 1960, en in 1961 stapte Andy Williams over naar Columbia Records. Met reeds opgenomen nummers kon Cadence de verkoop nog een tijd ondersteunen, maar in 1964 verscheen er bijna geen nieuw materiaal meer op Cadence.
Toen het succes van zijn popplaten verminderde, vormde Bleyer in 1960 een dochterlabel voor jazz- en bluesopnamen, Candid Records. Op Candid verschenen opnamen van de bluesartiesten Otis Spann, Lightnin' Hopkins en Memphis Slim, en jazzartiesten waaronder Max Roach, Charles Mingus, Abbey Lincoln, Cecil Taylor en Clark Terry. Candid Records bleef ongeveer twee jaar bestaan.
Bleyer doekte het label in 1964 op en trok zich grotendeels terug uit de muziekbusiness. Andy Williams heeft nadien alle masters van Cadence opgekocht. Williams wilde eigenlijk enkel die van zijn eigen opnamen kopen, maar Bleyer wou enkel het gehele pakket verkopen. Williams richtte later Barnaby Records op, waarop hij oude Cadence-opnamen samen met nieuw materiaal uitbracht.